# Banassac
Banassac – miejscowość i dawna gmina we Francji, w regionie Oksytania, w departamencie Lozère. W 2013 roku jej populacja wynosiła 898 mieszkańców. 
W dniu 1 stycznia 2016 roku z połączenia dwóch ówczesnych gmin – Banassac oraz Canilhac – utworzono nową gminę Banassac-Canilhac. Siedzibą gminy została miejscowość Banassac. 